# Chaitophorus euphraticus
Chaitophorus euphraticus är en insektsart som beskrevs av Hodjat 1981. Chaitophorus euphraticus ingår i släktet Chaitophorus och familjen långrörsbladlöss. Inga underarter finns listade i Catalogue of Life.